# Amazon Forever
Amazon Forever è un film del 2004 diretto da Jean-Pierre Dutilleux.

## Trama
Il giovane regista Nicholas si reca in villaggio indio dell'Amazzonia per girare un documentario sugli antichi rituali tribali. Una volta sul posto il giovane si innamora di Luacema, la figlia del capo tribù Ayupu e scopre l'importanza della foresta minacciata sempre di più dalla deforestazione.